# Maera diffidentia
Maera diffidentia är en kräftdjursart som först beskrevs av J. L. Barnard 1969.  Maera diffidentia ingår i släktet Maera och familjen Melitidae. Inga underarter finns listade i Catalogue of Life.